# 장수읍
장수읍(長水邑)은 장수군의 군청 소재지이며 군의 중서부 금강 상류의 중심지이다.

## 개요
해발 430m의 금강과 섬진강의 발원지로 장수읍 부근 일대에서 나는 잡곡과 담배, 누에고치 등 농산물의 생산량이 많다. 군내 명승고적으로는 용추, 논개비, 백화산, 육십령, 수분현, 연사루, 운점사, 석천사 등이 있다.
면적은 101.82 km2로 군의 19.1%를 차지하며, 인구는 2010년 1월 기준으로 3,010세대, 7,090명이다.

## 행정 구역
- 장수리
- 노하리
- 선창리
- 노곡리
- 동촌리
- 덕산리
- 두산리
- 개정리
- 수분리
- 송천리
- 용계리
- 대성리
- 식천리

## 교육
- 수남초등학교 (개정리)
- 대성초등학교 (폐교) - 장수읍 대성리 569-2
- 장수초등학교 (장수리)
- 장수중학교 (장수리)
- 장수고등학교 (선창리)

## 아파트
| 단지명        | 건설사     | 시행사       | 주소             | 입주       | 비고     |
| ------------- | ---------- | ------------ | ---------------- | ---------- | -------- |
| 장수 북동주공 | 동진건설㈜ | 대한주택공사 | 장수읍 관두길 16 | 2008년 2월 | 국민임대 |